# Кембридж (Айова)
Кембридж (англ. Cambridge) — місто (англ. city) в США, в окрузі Сторі штату Айова. Населення — 827 осіб (2020).

## Географія
Кембридж розташований за координатами 41°53′57″ пн. ш. 93°31′56″ зх. д. / 41.89917° пн. ш. 93.53222° зх. д. (41.899298, -93.532267).  За даними Бюро перепису населення США в 2010 році місто мало площу 2,85 км², з яких 2,85 км² — суходіл та 0,00 км² — водойми. В 2017 році площа становила 3,43 км², з яких 3,43 км² — суходіл та 0,00 км² — водойми.

## Демографія
Згідно з переписом 2010 року, у місті мешкало 827 осіб у 310 домогосподарствах у складі 221 родини. Густота населення становила 290 осіб/км².  Було 342 помешкання (120/км²).
Расовий склад населення:
| - 97,1 % — білих - 0,6 % — азіатів - 0,5 % — корінних американців - 0,4 % — чорних або афроамериканців |

До двох чи більше рас належало 1,1 %. Частка іспаномовних становила 2,9 % від усіх жителів.
За віковим діапазоном населення розподілялося таким чином: 28,5 % — особи молодші 18 років, 60,5 % — особи у віці 18—64 років, 11,0 % — особи у віці 65 років та старші. Медіана віку мешканця становила 34,9 року. На 100 осіб жіночої статі у місті припадало 94,1 чоловіків;  на 100 жінок у віці від 18 років та старших — 92,5 чоловіків також старших 18 років.
Середній дохід на одне домашнє господарство  становив 66 947 доларів США (медіана — 54 196), а середній дохід на одну сім'ю — 76 919 доларів (медіана — 71 442). Медіана доходів становила 45 417 доларів для чоловіків та 45 078 доларів для жінок. За межею бідності перебувало 6,5 % осіб, у тому числі 7,4 % дітей у віці до 18 років та 7,2 % осіб у віці 65 років та старших.
Цивільне працевлаштоване населення становило 384 особи. Основні галузі зайнятості: освіта, охорона здоров'я та соціальна допомога — 22,1 %, будівництво — 11,7 %, виробництво — 11,2 %.